# 筒鼓

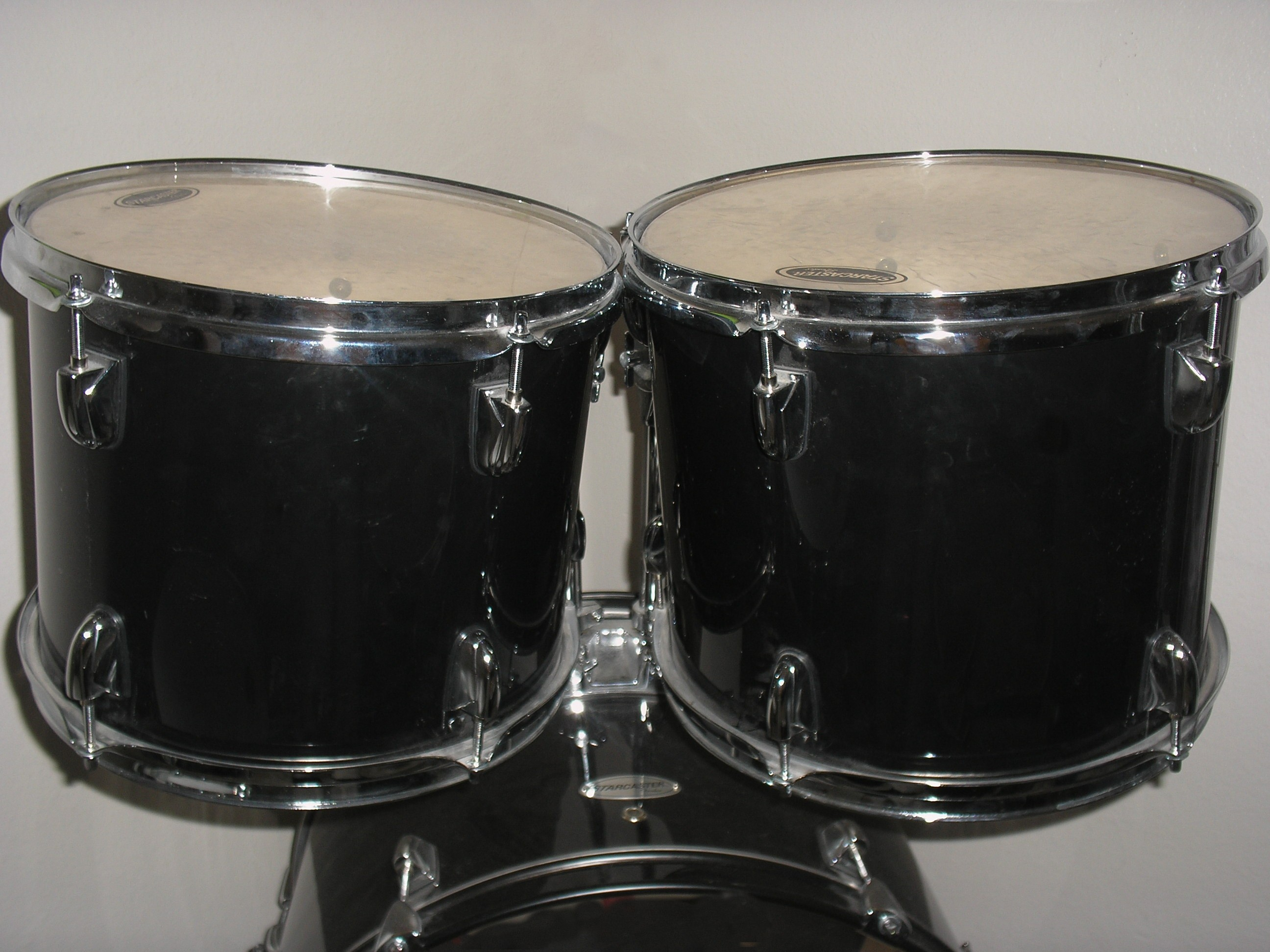
兩個筒鼓安裝在預先設好支架的大鼓上。

筒鼓，又稱高架鼓（英語：tom-tom），是西洋敲擊樂器中的一種鼓。屬於雙皮鼓類。“tom-tom”一詞源自印度英語及僧伽羅語。在亞洲或印第安原住民，長久以來把鼓視為溝通工具之一，筒鼓很大程度便是由這類用作傳話用的鼓所演變而成的。並於20世紀初先引入爵士鼓中。

## 定義
廣義上，體型較小，兩邊皆鑲有鼓皮的圓筒型鼓，均可稱為「筒鼓」，它的體型比大鼓為小。而相比小鼓，筒鼓沒有裝上響弦，這便是最明顯的分別；另外小鼓的厚度也比鼓為薄。一般交響樂團所用的小鼓，筒身高約6英寸，而小軍鼓則只有3英寸，但筒鼓的高度，則可由8至10英寸不等。至於鼓面的直徑，小鼓現時大都統一為14寸直徑。至於筒鼓，可以有不同的鼓面直徑，視乎不同生產商所生產的尺寸而定。為了易於表達筒鼓的大小，生產商現時均統一以“直徑（英寸）×厚度（英寸）”來標示。

### 尺寸
最初期的爵士鼓，包含了三個筒鼓：12×8，13×9，以及座地的16×16三種。再配上一個小鼓及一個設有腳踏的大鼓，便成為了最開初的模式。其後為了增加筒鼓的聲音及質感，較小的10×6，較大的14(15)×10，或者把原本12寸和13寸鼓的筒身加厚1英寸的“Power toms”相繼出現。當鼓皮承受相同的拉力時，直徑較小的筒鼓會產生較高的音頻，而筒身越高，聲音會變得沉厚，所產生的餘音也較多－雖然相比大鼓，筒鼓的餘音能維持的時間其實不持久。
20世紀初，正統音樂除了運用大鼓或小鼓外，亦開始使用一種稱為中鼓（英語：Tenor Drum）的樂器，尤其是在後浪漫時期及近代的英國作曲家，如霍爾斯特的《恆星組曲》、布烈頓的《榮光女皇》中的「宮廷舞曲」、《彼得·格林》的「四首海之間奏曲」及《戰爭安魂曲》等。中鼓其實是由座地筒鼓的變種，但中鼓底部則和小鼓一樣，設有響弦，但並不在本條目討論之列。

## 配置

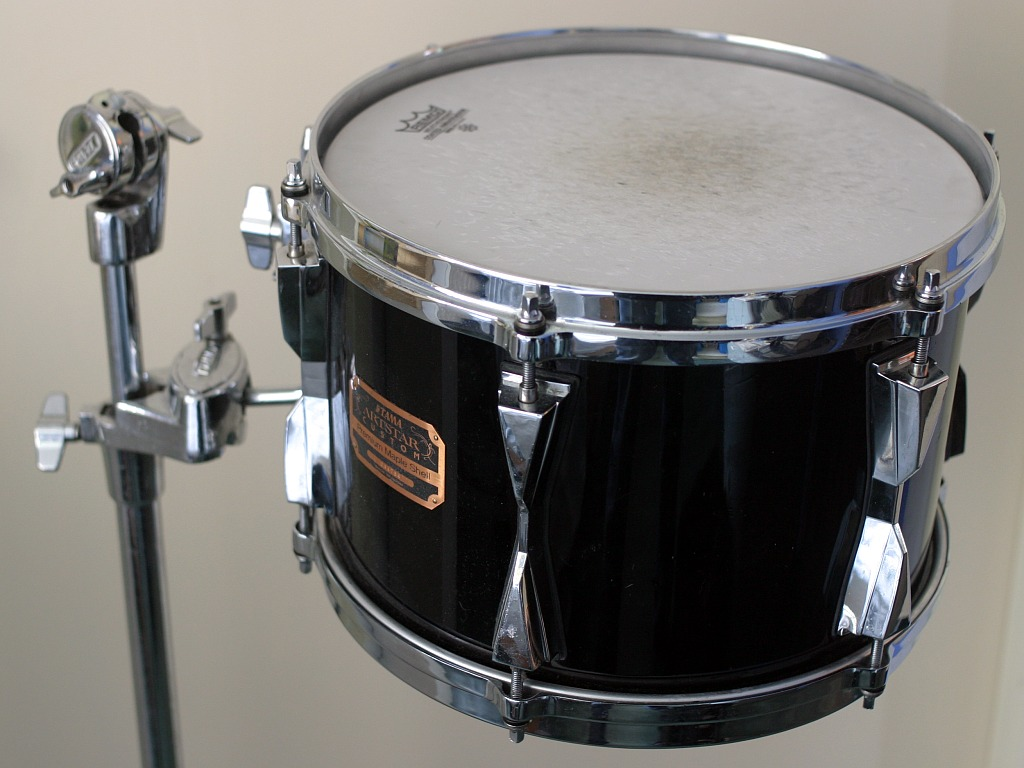
一個12寸×8寸的筒鼓，獨立安裝在樂器架上。

在爵士鼓中，較小的筒鼓會直接安裝在附設在踏板大鼓上的支架，而較大尺寸的筒鼓，則會在鼓身底部加設座腳。在交響樂團中，單獨使用時，會將筒鼓先裝上在一支橫向的支撐架，再套上一般的樂器架上。